# Нощви
Но̀щви (нъ̀щви, нъ̀чва, нощова̀) се нарича дървен съд, предназначен за замесване на тесто, неотменна част от бита и покъщнината на българите в миналото. Представлява заоблено дървено корито, издълбано от цяло дърво. Дължината на нощвите е различна – от 80 – 90 см до над 1 м, ширината им е около 50 – 60 см, а дълбочината 15 – 40 см.
В българските народни вярвания на нощвите е отредено специално място. Според представите те трябва да бъдат изработени от бряст, габър или друго дърво, за което се вярва, че има силата да прогонва злите сили. Нощвите се предават от баща на син; нови нощви се правят, когато някой от синовете се отдели от баща си и съгради собствен дом. Тогава се изработват нови нощви, които се прекадяват с тамян, поставен върху ръжен, ръсят се неначената вода и т.н. Докато не бъдат „осветени“ по този начин, на тях се гледа като на обикновено корито. Старите (бащините) нощви остават в бащината къща, която обикновено остава за най-малкия брат. Когато братя, които не живеят заедно, се събират по големи празници (Бъдни вечер, Сирни заговезни, Гергьовден, Великден и т.н.), то тези събирания стават в „старата къща, при старите нощви“.
Нощвите не бива да бъдат оставяни открити, трябва винаги да са похлупени с нещо (според вярването най-добре е с кръга, на който се слага хляба) или обърнати с дъното нагоре. Също така изключително много се внимава някой да не стъпи в тях, както се внимава и да не бъдат прескачани от човек или животно, защото това ще донесе много беди на къщата.
Нощвите участват в сватбените обичаи (обредът Засевки), родилните и погребалните обичаи, като в тях се месят предназначените за целта хлябове, което е придружено със специфичен за случая обред. В нощвите, отново със съпътстващите обреди, се месят и обредните хлябове за различните празници.
Когато младата невеста влезе след сватбата в новата си къща, свекървата я отвежда при нощвите и ритуално ѝ ги предава, а невестата им се покланя. Вярването в магическата им сила обуславя тяхното използване и в обредите и баянията срещу уроки, уплаха, магии и др.
Според народните вярвания костенурката е произлязла от невеста, която не дочакала свекъра си от нивата и хапнала от хляба, който предварително опекла. От срам тя седнала върху кръга за хляб и се похлупила с нощвите, молейки Бог да я превърне в някаква животинка; той я превърнал в костенурка. Този мотив е широко разпространен и познат в различни варианти.